# Landesarbeitsgericht Mosbach
Das Landesarbeitsgericht Mosbach war ein Landesarbeitsgericht mit Sitz in Mosbach.

## Geschichte
Gemäß Arbeitsgerichtsgesetz vom 23. Dezember 1926 wurden in Deutschland Arbeitsgerichte gebildet. Diese waren nur in der ersten Instanz organisatorisch selbstständige Gerichte, die Landesarbeitsgerichte waren den Landgerichten zugeordnet. Am Landgericht Mosbach entstand so 1927 das Landesarbeitsgericht Mosbach als eines von sechs Landesarbeitsgerichten in der Republik Baden. Sein Sprengel umfasste die Arbeitsgerichte Buchen, Eberbach, Mosbach und Tauberbischofsheim.
Nach der Besetzung Deutschlands durch die Alliierten wurden 1945 zunächst alle Gerichte geschlossen. Die ordentlichen Gerichte wurden schon bald wieder eröffnet, während die Arbeitsgerichte zunächst nicht wieder eingerichtet wurden, so dass arbeitsgerichtliche Streitigkeiten von den ordentlichen Gerichten erledigt werden mussten. Gemäß Kontrollratsgesetz 21 vom 30. März 1946 sollten in Deutschland Arbeitsgerichte aufgebaut werden. Die Umsetzung in Württemberg-Baden erfolgte durch das Arbeitsgerichtsgesetz für Württemberg-Baden vom 3. Oktober 1947. Ein Landesarbeitsgericht Mosbach wurde dabei nicht erneut gebildet.